# Cavallo niseano

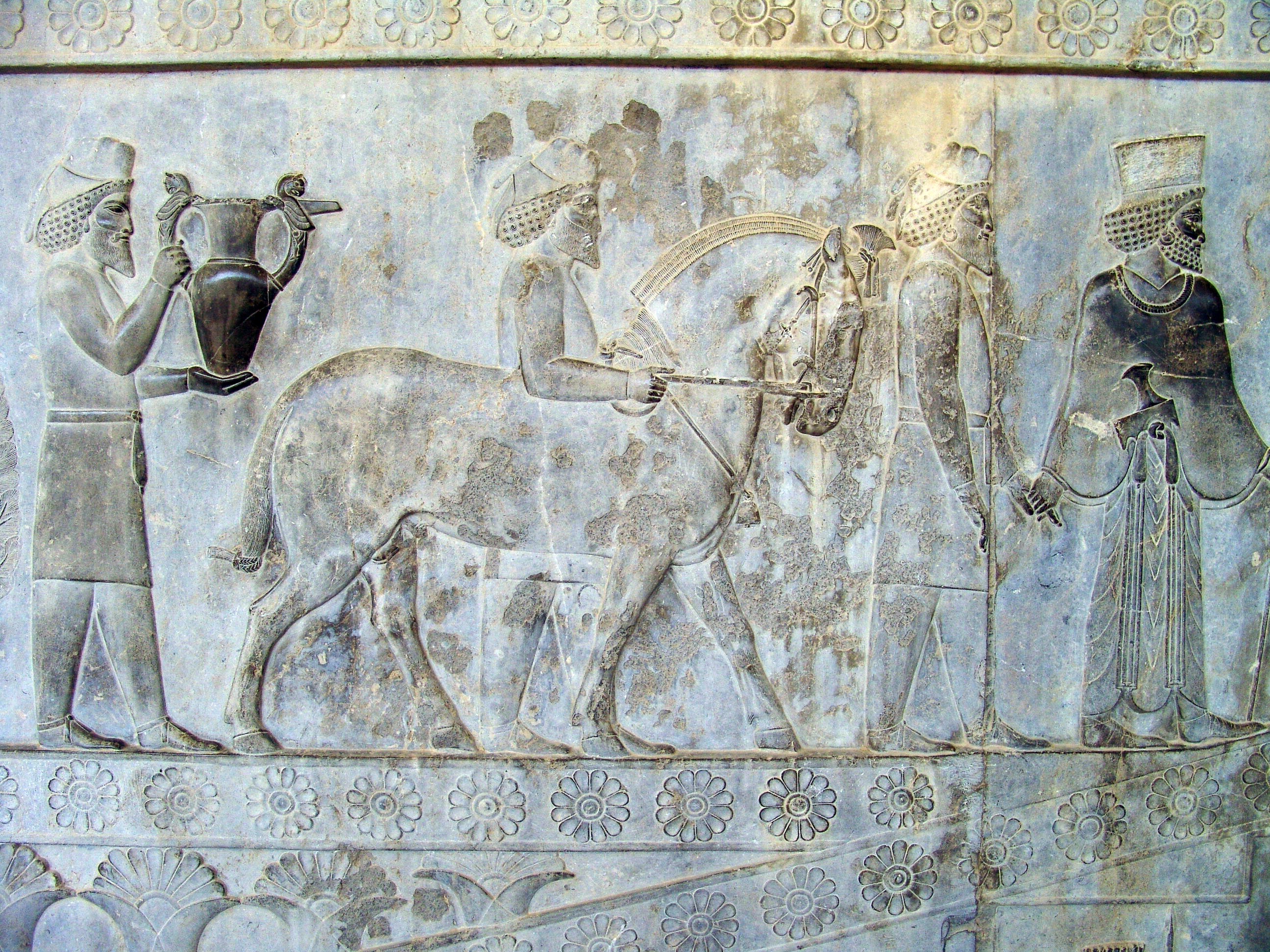
Cavallo persiano sui bassorilievi di Persepoli.

Il cavallo nisaeno è una razza equina originaria della pianura Niseana. Menzionato per la prima volta da Erodoto, sembra essere stato famoso durante parte dell'antichità, rappresentando un'arma strategica decisiva e un oggetto di venerazione per i persiani.
È probabile che fossero usati dalla cavalleria seleucide.

## Fonti antiche
Il primo riferimento scritto noto al cavallo Nisaeno risale al 430 a.C. ca., nelle Storie di Erodoto, quando descrive gli eserciti di Serse I che lasciano Sardi : 
Si dice che Masistio, un comandante della cavalleria persiana, abbia posseduto un cavallo Nisaeno con un pezzo d'oro, indossando lui stesso un'armatura d'oro. Secondo Diodoro Siculo il prezzo del cavallo era valutato a 60.000 capi al tempo di Alessandro Magno. Secondo Arriano, questi cavalli erano ancora famosi nel IV secolo a.C., dal momento che si riferisce ad esso nel contesto delle spedizioni di Alessandro Magno. Strabone si riferisce a questi cavalli quando parla della cavalleria dei Parti, paragonando le loro cavalcature ai cavalli nisaeni allevati cinque secoli prima dai re achemenidi. Crede che queste cavalcature siano venuti dall'Armenia. Oppiano dalla Siria fornisce ulteriori dettagli.
Il colore del mantello non è noto con certezza, dal momento che Erodoto non lo menziona. Oppiano della Siria li descrive con una testa alta e una criniera d'oro che vola nel vento. Secondo lui, i cavalli Nisaeni erano famosi per la loro bellezza e ricercati dai principi, dotati di piacevoli andature sotto la sella e obbedienti al morso.
Questi cavalli erano venerati o almeno considerati sacri dai persiani.
Secondo Strabone ed Erodoto, questi cavalli provenivano dalla Media, ma altre fonti citano l'Armenia. In ogni caso, rappresentano un fulcro della cavalleria dell'esercito persiano. Elwyn Hartley Edwards soprannominò il Nisaeno "il super-cavallo dell'antichità".